# Heteropoda simplex
Heteropoda simplex este o specie de păianjeni din genul Heteropoda, familia Sparassidae, descrisă de Jäger și Motoyoshi Ono în anul 2000. Conform Catalogue of Life specia Heteropoda simplex nu are subspecii cunoscute.